# 大園玲
大園 玲（おおぞの れい、2000年〈平成12年〉4月18日 - ）は、日本のアイドルであり、女性アイドルグループ櫻坂46のメンバーである。鹿児島県出身。Seed & Flower所属。

## 略歴
2000年（平成12年）4月18日に生まれる。小学2年生のころ、兄の影響で空手を習い始める。中学生の頃、バスケットボールを始める。
2018年（平成30年）8月19日、『坂道合同新規メンバー募集オーディション』に合格し、坂道研修生として活動を開始する。
2019年（令和元年）10月30日から11月21日まで、東京・愛知・大阪で開催された『坂道グループ合同 研修生ツアー』で初めてライブに参加する。
2020年（令和2年）2月16日、動画配信サービスSHOWROOMの特番にて、欅坂46に2期生として配属されることが発表された。同年10月14日、自身の所属するグループが欅坂46から櫻坂46に改名した。同年12月9日に発売された櫻坂46の1stシングル『Nobody's fault』で、初めて表題曲の歌唱メンバーに選抜された。
2021年（令和3年）7月6日から『ラヴィット!』（TBS）の2022年7月期 水曜「ラヴィット!ファミリー」（シーズンレギュラー）に就任し、同年9月28日まで務めた。
2023年（令和5年）1月4日発売の『日経エンタテインメント!』（日経BP社）2023年2月号より、菅井友香の後任としてコラム「ミステリアスな向上心」の連載を開始した。同年2月15日に発売された櫻坂46の5thシングル『桜月』の収録曲「Cool」で、初めてセンターを務める。同年4月18日には、1st写真集『半分光、半分影』（光文社）が発売された。同写真集は週間売上2.8万部を記録し、同年4月28日付の『オリコン週刊BOOKランキング』の「写真集部門」で1位を獲得した。同年10月3日より放送が始まった『櫻坂46の「さ」』（文化放送）で、初代MCを務めた。

## 人物
愛称は、ぞの、れいちゃん。5人家族で、兄と妹がいる。身長163 cm。血液型はA型。
大学では心理学を学んでいる。
櫻坂46の冠番組『そこ曲がったら、櫻坂？』（テレビ東京）内での筆記テストで、2021年6月6日放送回ではグループ2位、2023年7月9日放送回ではグループ3位を獲得している。
絵を描くことが得意で、『ラヴィット！』（TBS）では、お笑いコンビ・見取り図の似顔絵を描いて披露した。
空手の黒帯を保持していることを、『そこ曲がったら、櫻坂？』（テレビ東京）にて公表した。

### 欅坂46・櫻坂46
ペンライトカラーは、    バイオレット ×     バイレオット。
グループの冠番組『欅って、書けない？』（テレビ東京）をきっかけに、何かとメモをとる「メモキャラ」が定着した。
高校3年生の時、『坂道合同新規メンバー募集オーディション』に応募。二次審査ではRADWIMPSの『棒人間』、最終審査ではスピッツの『チェリー』を歌唱した。
乃木坂46の弓木奈於と親交がある。
グループ加入前は自身を「暗いタイプ」と評していたが、欅坂46の楽曲「エキセントリック」をきっかけに、自身のことを前向きに考えるようになり、歌を届ける側になりたいと思うようになった。

## 作品

### シングル
欅坂46
- 誰がその鐘を鳴らすのか？（2020年8月21日）

櫻坂46
- Nobody's fault（2020年12月9日、SRCL-11620/8）- EAN 4547366481594。
- 最終の地下鉄に乗って（2020年12月9日、SRCL-11624/5）- EAN 4547366481617。
- ブルームーンキス（2020年12月9日、SRCL-11628）- EAN 4547366481631。
- BAN（2021年4月14日、SRCL-11748/56）- EAN 4547366498608。
- 君と僕と洗濯物（2021年4月14日、SRCL-11750/1）- EAN 4547366498615。
- 櫻坂の詩（2021年4月14日、SRCL-11756）- EAN 4547366498646。
- 流れ弾（2021年10月13日、SRCL-11920/8）- EAN 4547366524567。
- ソニア（2021年10月13日、SRCL-11920/1）- EAN 4547366524567。
- 美しきNervous（2021年10月13日、SRCL-11928）- EAN 4547366524604。
- 五月雨よ（2022年4月6日、SRCL-12130/8）- EAN 4547366549829。
- 僕のジレンマ（2022年4月6日、SRCL-12130/8）- EAN 4547366549829。
- I'm in（2022年4月6日、SRCL-12130/1）- EAN 4547366549829。
- 恋が絶滅する日（2022年4月6日、SRCL-12138）- EAN 4547366549867。
- 桜月（2023年2月15日、SRCL-12420/8）- EAN 4547366599756。
- Cool（2023年2月15日、SRCL-12420/8）- EAN 4547366599756。
- もしかしたら真実（2023年2月15日、SRCL-12422/3）- EAN 4547366599763。
- 魂のLiar（2023年2月15日、SRCL-12424/5）- EAN 4547366599770。
- その日まで（2023年2月15日、SRCL-12428）- EAN 4547366599794。
- Start over!（2023年6月28日、SRCL-12590/8）- EAN 4547366621686。
- コンビナート（2023年6月28日、SRCL-12592/3）- EAN 4547366621693。
- 一瞬の馬（2023年6月28日、SRCL-12596/7）- EAN 4547366621716。
- ドローン旋回中（2023年6月28日、SRCL-12598）- EAN 4547366621723。
- 承認欲求（2023年10月18日、SRCL-12670/8）- EAN 4547366642025。
- マンホールの蓋の上（2023年10月18日、SRCL-12676/7）- EAN 4547366642032。
- 隙間風よ（2023年10月18日、SRCL-12678）- EAN 4547366642063。
- 何歳の頃に戻りたいのか？（2024年2月21日、SRCL-12790/8）- EAN 4547366663501。
- 泣かせて Hold me tight!（2024年2月21日、SRCL-12798）- EAN 4547366663549。
- 自業自得（2024年6月26日、SRCL-12920/8）- EAN 4547366685695。
- もう一曲 欲しいのかい？（2024年6月26日、SRCL-12928）- EAN 4547366685732。
- I want tomorrow to come（2024年10月23日、SRCL-13030/8）- EAN 4547366708943。
- 嵐の前、世界の終わり（2024年10月23日、SRCL-13034/5）- EAN 4547366708967。
- TOKYO SNOW（2024年10月23日、SRCL-13038）- EAN 4547366708981。
- UDAGAWA GENERATION（2025年2月19日、SRCL-13210/8）- EAN 4547366728231。
- 紋白蝶が確か飛んでた（2025年2月19日、SRCL-13212/3）- EAN 4547366728248。
- やるしかないじゃん（2025年2月19日、SRCL-13218）- EAN 4547366728279。
- Make or Break（2025年6月25日、SRCL-13360/8）- EAN 4547366751291。
- 真夏の大統領（2025年6月25日、SRCL-13364/5）- EAN 4547366751314。
- ノンアルコール（2025年6月25日、SRCL-13368）- EAN 4547366751338。

### アルバム
欅坂46
- 永遠より長い一瞬 〜あの頃、確かに存在した私たち〜（2020年10月7日、SRCL-11510/6）- EAN 4547366450224。

櫻坂46
- As you know?（2022年8月3日、SRCL-12174/9）- EAN 4547366567960。
- Addiction（2025年4月30日、SRCL-13290/5）- EAN 4547366737424。

### 映像作品
- KEYAKIZAKA46 Live Online, but with YOU!（2020年12月9日）- EAN 4547366481594、EAN 4547366481600。
- 大園玲（2020年12月9日）- EAN 4547366481617。
- 僕たちの嘘と真実 Documentary of 欅坂46（2021年2月3日）- EAN 4988104127983。
- 欅坂46 THE LAST LIVE（2021年3月24日）- EAN 4547366496833。
- 櫻坂46 デビューカウントダウンライブ!!（2021年4月14日）- EAN 4547366498608。
- Making of デビューカウントダウンライブ!!（2021年4月14日）- EAN 4547366498615。
- 大園玲×山﨑天 SAKURA BANASHI 〜いま、話したいこと〜（2021年4月14日）- EAN 4547366498622。
- Sakurazaka46 BACKS LIVE!! 〜Center Performance Collections〜（2021年10月13日）- EAN 4547366524567、EAN 4547366524574、EAN 4547366524581、EAN 4547366524598。
- 小池美波×小林由依×大園玲 SAKURA MEGURI（2021年10月13日）- EAN 4547366524581。
- Sakurazaka46 3rd Single BACKS LIVE!! 〜Center Performance Collections〜 （2022年4月6日）- EAN 4547366549836、EAN 4547366549843、EAN 4547366549850。
- Sakurazaka46 1st TOUR 2021 FINAL at さいたまスーパーアリーナ（2022年8月3日）- EAN 4547366567960。
- W-KEYAKI FES. 2021 -DAY1- at 富士急ハイランド コニファーフォレスト（2022年8月3日）- EAN 4547366567977。
- 2nd YEAR ANNIVERSARY 〜Buddies感謝祭〜（2023年7月10日）- EAN 4547366621686、EAN 4547366621693。
- Sakurazaka46 3rd TOUR 2023 TOUR FINAL at 大阪城ホール（2023年10月18日）- EAN 4547366642025、EAN 4547366642032。
- 海外ライブのついでにゆる～く撮ってきちゃいました！～パリ編～（2024年2月21日）- EAN 4547366663501。
- 海外ライブのついでにゆる～く撮ってきちゃいました！～マレーシア&フィリピン編～（2024年2月21日）- EAN 4547366663518。

## 出演

### テレビ番組
- ラヴィット!（2022年7月6日 - 9月28日、TBSテレビ）水曜「ラヴィット!ファミリー」（シーズンレギュラー）

### 配信番組
- TOON GATE 縦スクマンガ制作リアリティショー（2022年7月26日 - 、YouTube） - ナレーション[注 1]。
- アクトレス（2023年4月14日 - 6月2日、Lemino・ひかりTV）田川朋美 役[37]

### ラジオ
- 櫻坂46の「さ」(2023年10月3日 - 2024年9月29日、文化放送) - メインパーソナリティー[23]。

### CM
- ソフトバンク LINEMO「スティックパン篇」「ドッジボール篇」（2023年7月14日-  ）[38]

### 舞台
- 幽霊でもよかけん、会いたかとよ（2024年10月4日 - 6日、草月ホール）[39]

## 書籍

### 雑誌連載
- 日経エンタテインメント!「ミステリアスな向上心」（2023年1月4日 - 、日経BP）[16][17]

### 写真集
- 半分光、半分影（2023年4月18日、光文社）[20][21]